# ソフィア・ラズモフスカヤ

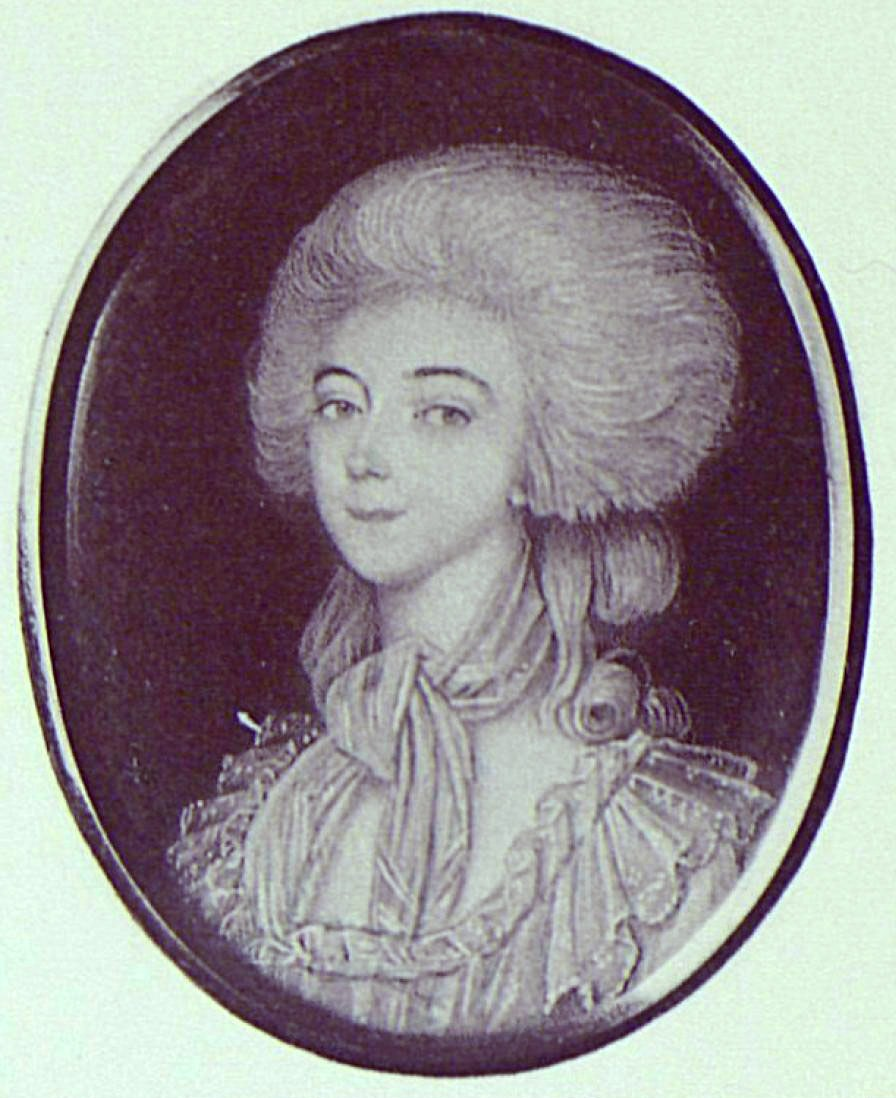
ソフィア・ステパノヴナ・ラズモフスカヤ

ソフィア・ステパノヴナ・ラズモフスカヤ伯爵夫人（Софья Степановна Разумовская、Sophia Stepanovna Razumovskaya、1746年9月11日 – 1803年9月26日）は、ロシア皇帝エカチェリーナ2世に仕えた女官。旧姓はウシャコヴァ。

## 生涯

### 前半生
ピョートル3世に仕えていたポーランド系有力貴族ミハイル・チャルトリスキ公爵（1736年 – 1771年）と結婚するも離婚。夫は病弱で子供には恵まれなかった。その後、女帝・エカチェリーナ2世に女官として仕え、宮廷ではあらゆる享楽と色恋沙汰で知られていた。

### 皇太子パーヴェルの愛妾に
1771年、皇太子パーヴェル・ペトロヴィチ大公がチフスに罹患した。この時、ソフィアは女帝からパーヴェルに生殖能力があるのかを確かめるよう依頼され、パーヴェルの愛妾となる。そして翌年にソフィアは男児・セミョーン（1772年 – 1794年）を出産した（因みにセミョーンは後に難破に遭遇し、死亡、行方不明になったとされる。但し、セミョーンの異母弟ニコライ1世の孫の1人で歴史家でもあるニコライ・ミハイロヴィチ（1859年 - 1919年に銃殺）はセミョーンの異母弟でニコライ1世の同母兄にあたるアレクサンドル1世が1825年には死なず、フョードル・クジミッチと名前を変えて修道僧として1864年まで生き延びたという「クジミッチ伝説」についての考察の中でクジミッチがアレクサンドル1世と同一人物である可能性は低いと結論付けている反面、セミョーンがクジミッチの真の正体だと自説を展開している）。

### 後半生
セミョーンの出産からしばらく経った後、キリル・ラズモフスキー伯爵の息子・ピョートル・ラズモフスキー伯爵と結婚した。なお、舅となったキリルは当初、ソフィアとピョートルの結婚に反対したという。
ピョートルとの夫婦生活では子宝に恵まれず、治療のために夫妻はフランスやスイスなどで転地療養を繰り返す。
かつて愛妾として仕えたパーヴェルが1796年に即位するとピョートルはロシアに帰国し、一人残されたソフィアも1803年になって帰国したものの、帰国直後の9月26日に死去。アレクサンドル・ネフスキー大修道院に埋葬された。

## 登場する作品
- 『エカテリーナ』（2014年～、国営ロシアテレビ） - 演︰リューバヴァ・グレシノヴァ
  - 「エカテリーナ～旅立ち～」（2017年放送）
  - 「エカテリーナ～僭称者たち～」（2019年放送）